# Руз, Ричард
Ричард Руз (англ. Richard Roose; ум. 5 апреля 1531, Лондон) — английский повар, обвинённый в отравлении гостей Джона Фишера, епископа Рочестерского, за что был казнён путём сварения в кипятке.

## Биография
О большей части его жизни ничего не известно, по некоторым данным, он был поваром или помощником повара в доме известного богослова и епископа Рочестера Джона Фишера. Утром 18 февраля 1531 года Фишер обедал вместе с гостями в своём доме. После обеда, как утверждалось, два человека, которые ели кашу (или похлёбку), умерли, а остальные тяжело заболели. Подозрение пало на служащих кухни, среди которых был Руз, который пытался бежать из Лондона. Он был арестован и отправлен в Тауэр, где его подвергли пытке на дыбе, на которой он признался, что подсыпал белый порошок, который посчитал слабительным.
Находившийся в заключении Руз не был привлечён к суду присяжных, как обычный преступник. Против Руза, вероятно по указу короля Генриха VIII, был составлен обвинительный приговор как против государственного изменника, совершившего преступление с помощью яда. Руз был приговорён к смертной казни как отравитель через сварение в кипятке.
5 апреля 1531 года в Смитфилде приговор был приведён в исполнение; казнь продолжалась в течение двух часов. «Хроника Серых Монахов» описывает, как Руза связали цепями, подвесили на крюк и трижды опускали в кипяток, вынимая из него, пока он не умер. По свидетельствам одного из зрителей, приговорённый «кричал громко и сильно, и несколько женщин, которые были беременны, почувствовали тошноту при виде того, что было перед ними, и были унесены полумертвыми; другие мужчины, казалось, не испугались варки заживо и предпочитали смотреть, как палач делает свою работу».